# Muriel Blaive
Muriel Blaive (* 1969) je francouzská historička, věnující se profesně dějinám (post-)komunismu ve střední Evropě, zvláště pak v Československu.

## Životopis
Vystudovala Institut politických studií v Paříži, kde pod vedením Jacquese Rupnika zpracovala práci zaměřenou na etiku a politickou činnost Václava Havla. Doktorát získala na pařížské École des hautes études en sciences sociales pod vedením historika Krzysztofa Pomiana. Disertační práci na téma Československo a rok 1956 (L'année 1956 en Tchécoslovaquie) obhájila v listopadu 1999.
V letech 2001–2005 působila na Fakultě humanitních studií Univerzity Karlovy v Praze. Zároveň byla v letech 2001–2003 postdoktorskou výzkumnicí ve Francouzském ústavu pro výzkum ve společenských vědách (CEFRES) v Praze. V letech 2006–2013 působila na Ludwig Boltzmann Institutu pro evropské dějiny a veřejné sféry ve Vídni.
V roce 2010 se v České republice ucházela o pozici ředitele Ústavu pro studium totalitních režimů (ÚSTR). Ředitelem se tehdy stal Daniel Herman. V letech 2013–2014 byla místopředsedkyní Vědecké rady ÚSTR. V letech 2014–2018 působila jako poradkyně ředitele ÚSTR pro výzkumné a metodologické otázky. V roce 2022 se znovu ucházela o post ředitele ÚSTR, její přihláška však byla vyřazena kvůli nekompletnosti. V r. 2021 požádala o snížení úvazku v ÚSTR na polovinu, v r. 2022 na desetinu, v říjnu 2022 pak byla z ÚSTR propuštěna.

### Mediální kontroverze (2017)
V srpnu roku 2017 poskytla Muriel Blaive rozhovor redaktorce Veronice Pehe, zveřejněný v časopise a2larm.cz. Rozhovor vzbudil výraznou mediální odezvu, obzvláště pak tvrzení Blaive ve vztahu k archivům bývalé státní bezpečnosti, že „namísto aby přinášely důkazy o zlém totalitním režimu, ukazují, že mezi vládci a ovládanými probíhal neustálý proces vyjednávání“. Přehled následných mediálních reakcí je dostupný na serveru Novinky.cz.[nedostupný zdroj] ÚSTR se své pracovnice zastal v prohlášení publikovaném na jeho stránkách.

## Dílo
- Muriel Blaive, Promarněná příležitost. Československo a rok 1956, Praha, Prostor, 2001.
- Muriel Blaive, Une déstalinisation manquée. Tchécoslovaquie 1956, Brusel, Complexe, 2005.
- Muriel Blaive, Berthold Molden, Grenzfälle. Österreichische und tschechische Erfahrungen am Eisernen Vorhang, Weitra, Bibliothek der Provinz, 2009.
- Muriel Blaive, Berthold Molden, Hranice probíhají vodním tokem. Odrazy historie ve vnímání obyvatel Gmündu a Českých Velenic, Brno, Barrister & Principal, 2009.
- Muriel Blaive, Christian Gerbel, Thomas Lindenberger (eds.), Clashes in European Memory: The Case of Communist Repression and the Holocaust, Studien Verlag, 2011.
- Muriel Blaive (ed.), Perceptions of society in communist Europe: Regime archives and popular opinion, London, Bloomsbury Academic, 2019.